# Campeonato Europeo de Atletismo en Pista Cubierta de 1979
El X Campeonato Europeo de Atletismo en Pista Cubierta se celebró en Viena (Austria) entre el 24 y el 25 de febrero de 1979 bajo la organización de la Asociación Europea de Atletismo (AEA) y la Federación Austríaca de Atletismo.
Las competiciones se llevaron a cabo en el Pabellón Ferry Dusika de la capital austríaca. Participaron 209 atletas de 24 federaciones nacionales afiliadas a la AEA.

## Resultados

### Masculino
| Evento                    | Oro                                               | Plata                                         | Bronce                                          |
| ------------------------- | ------------------------------------------------- | --------------------------------------------- | ----------------------------------------------- |
| 60 m (24.02)              | Marian Woronin · Polonia · 6,57 s                 | Leszek Dunecki · Polonia · 6,62 s             | Petar Petrov Bulgaria 6,63 s                    |
| 400 m (25.02)             | Karel Kolář Checoslovaquia 46,21                  | Stefano Malinverni · Italia · 46,59           | Horia Toboc · Rumania · 46,86                   |
| 800 m (25.02)             | Antonio Páez · España · 1:47,4                    | Binko Kolev Bulgaria 1:47,8                   | Andras Paróczai · Hungría · 1:48,2              |
| 1500 m (25.02)            | Eamonn Coghlan Irlanda 3:41,8                     | Thomas Wessinghage Alemania Occidental 3:42,2 | John Robson Reino Unido 3:42,8                  |
| 3000 m (25.02)            | Markus Ryffel · Suiza · 7:44,4                    | Christoph Herle Alemania Occidental 7:45,4    | Alexandr Fedotkin Unión Soviética 7:45,5        |
| 60 m vallas (25.02)       | Thomas Munkelt República Democrática Alemana 7,59 | Arto Bryggare · Finlandia · 7,69              | Eduard Pereverzev Unión Soviética 7,70          |
| Salto de altura (24.02)   | Vladimir Yashchenko Unión Soviética 2,26 m        | Gennadi Belkov Unión Soviética 2,26 m         | Andre Schneider-Laub Alemania Occidental 2,24 m |
| Salto con pértiga (25.02) | Władysław Kozakiewicz · Polonia · 5,58            | Konstantin Volkov Unión Soviética 5,45        | Vladimir Trofimenko Unión Soviética 5,45        |
| Salto de longitud (25.02) | Vladimir Tsepeliov Unión Soviética 7,88           | Valeri Podluzhni Unión Soviética 7,86         | Lutz Franke República Democrática Alemana 7,80  |
| Salto triple (25.02)      | Gennadi Valiukevich Unión Soviética 17,02         | Anatoli Piskulin Unión Soviética 16,97        | Jaak Uudmäe Unión Soviética 16,91               |
| Peso (24.02)              | Reijo Ståhlberg · Finlandia · 20,47               | Geoff Capes Reino Unido 20,23                 | Vladimir Kiseliov Unión Soviética 20,01         |

### Femenino
| Evento                    | Oro                                                 | Plata                                             | Bronce                                      |
| ------------------------- | --------------------------------------------------- | ------------------------------------------------- | ------------------------------------------- |
| 60 m (25.02)              | Marlies Göhr República Democrática Alemana 7,16 s   | Marita Koch República Democrática Alemana 7,19 s  | Liudmila Storozhkova Unión Soviética 7,22 s |
| 400 m (25.02)             | Verona Elder Reino Unido 51,80                      | Jarmila Kratochvílová Checoslovaquia 51,81        | Karoline Käfer · Austria · 51,90            |
| 800 m (25.02)             | Nikolina Shtereva Bulgaria 2:02,6                   | Anita Weiß República Democrática Alemana 2:02,9   | Fiţa Lovin · Rumania · 2:03,1               |
| 1500 m (25.02)            | Natalia Mărăşescu · Rumania · 4:03,5                | Zamira Zaitseva Unión Soviética 4:03,9            | Svetlana Guskova Unión Soviética 4:07,4     |
| 60 m vallas (24.02)       | Danuta Perka · Polonia · 7,95                       | Grażyna Rabsztyn · Polonia · 8,00                 | Nina Morgulina Unión Soviética 8,09         |
| Salto de altura (25.02)   | Andrea Mátay · Hungría · 1,92 m                     | Urszula Kielan · Polonia · 1,85 m                 | Ulrike Meyfarth Alemania Occidental 1,80 m  |
| Salto de longitud (24.02) | Sigrun Siegl República Democrática Alemana 6,70     | Jarmila Nygrýnová Checoslovaquia 6,42             | Lena Johansson · Suecia · 6,27              |
| Peso (25.02)              | Ilona Slupaniek República Democrática Alemana 21,01 | Marianne Adam República Democrática Alemana 20,11 | Judy Oakes Reino Unido 15,56                |

## Medallero
| Núm. | País           | Oro | Plata | Bronce | Total |
| ---- | -------------- | --- | ----- | ------ | ----- |
| 1    | RDA            | 4   | 3     | 1      | 8     |
| 2    | URSS           | 3   | 5     | 8      | 16    |
| 3    | Polonia        | 3   | 3     | 0      | 6     |
| 4    | Checoslovaquia | 1   | 2     | 0      | 3     |
| 5    | Reino Unido    | 1   | 1     | 2      | 4     |
| 6    | Bulgaria       | 1   | 1     | 1      | 3     |
| 7    | Finlandia      | 1   | 1     | 0      | 2     |
| 8    | Rumania        | 1   | 0     | 2      | 3     |
| 9    | Hungría        | 1   | 0     | 1      | 2     |
| 10   | España         | 1   | 0     | 0      | 1     |
| 10   | Irlanda        | 1   | 0     | 0      | 1     |
| 10   | Suiza          | 1   | 0     | 0      | 1     |
| 13   | RFA            | 0   | 2     | 2      | 4     |
| 14   | Italia         | 0   | 1     | 0      | 1     |
| 15   | Austria        | 0   | 0     | 1      | 1     |
| 15   | Suecia         | 0   | 0     | 1      | 1     |
|      | TOTAL          | 19  | 19    | 19     | 57    |